# جاسم الخرافی
جاسم الخرافی، (به عربی: جاسم الخرافي) (زاده ۱۹۴۰) کارآفرین، سیاست‌مدار و مدیر ارشد اجرایی کویتی است، که از موسسان و سهام‌داران اصلی گروه خرافی محسوب می‌شود. وی از اعضای پیشین مجلس ملی کویت می‌باشد و در فاصله سال‌های ۱۹۹۹ تا ۲۰۱۲ بعنوان رئیس مجلس ملی کویت فعالیت می‌کرد.